# Aluminijum silikat
Aluminijum silikat je hemijsko jedinjenje staklastog sjaja sa formulom . Njegova gustina je 2.8 do 2.9 g/cm³. Refraktivni indeks je 1.56, Mosova tvrdoća je 4.5-7.5 (u zavisnosti od strukture), i ono ima ortorombnu kristalnu rešetku. Aluminijum silikat je nerastvoran. On se koristi se u vatrostalni materijal u in pravljenju stakla.
Nek od materijala koji sadrže aluminijum silikat su
- Andaluzit
- Silimanit
- Kianit

Ovi materijali imaju isti hemijski sastav ali različite kristalne strukture. Aluminijum silikat se koristi kao vatrostalni materijal u građevinarstvu.

## Literatura
1. ↑   уреди
2. ↑  Evan E. Bolton; Yanli Wang; Paul A. Thiessen; Stephen H. Bryant (2008). „Chapter 12 PubChem: Integrated Platform of Small Molecules and Biological Activities”. Annual Reports in Computational Chemistry. 4: 217—241. doi:10.1016/S1574-1400(08)00012-1.
3. ↑  Housecroft, C. E.; Sharpe, A. G. (2008). Inorganic Chemistry (3. изд.). Prentice Hall. ISBN 978-0-13-175553-6.
4. ↑  „Reade Advanced Materials offers: Aluminum Silicate Powder”. Архивирано из оригинала 16. 10. 2006. г. Приступљено 16. 11. 2006.

## Spoljašnje veze
- Aluminijum silikati